# Buzignargues
Buzignargues – miejscowość i gmina we Francji, w regionie Oksytania, w departamencie Hérault.
Według danych na rok 1990 gminę zamieszkiwało 160 osób, a gęstość zaludnienia wynosiła 35 osób/km² (wśród 1545 gmin Langwedocji-Roussillon Buzignargues plasuje się na 746. miejscu pod względem liczby ludności, natomiast pod względem powierzchni na miejscu 1031.).